# Aaron Thomason
Aaron Auguste Thomason (* in Brighton, Vereinigtes Königreich) ist ein britischer DJ und Musikproduzent, der vor allem unter dem Künstlernamen 2econd Class Citizen bekannt ist. Phasenweise nutzte er für seine Musik auch den Künstlernamen Rodin. Thomason ist außerdem als Maler aktiv.

## Wirken
Zwischen 2005 und 2017 verwendete Thomason das Pseudonym 2econd Class Citizen. Die Musik, die er unter diesem Namen veröffentlichte, war ein unkonventionelles Gemisch vielfältiger Musikstile, vor allem von Hip-Hop, Psychedelic und Folk. Nach seiner ersten EP veröffentlichte 2econd Class Citizen seine Musik auf dem kleinen Plattenlabel Equinox, bis dieses sich auflöste. Der Schwerpunkt des Künstlers lag vor allem in jener Phase auf dem Vertrieb von Vinyl, einige Veröffentlichungen sind jedoch auch auf CD erhältlich. Um für seine Studioalben zu werben, griff Thomason / 2econd Class Citizen oftmals zu ungewöhnlichen Aktionen. So wurden 2012 zwei Lieder in Form einer streng limitierten Schallplatte im Postkartenformat veröffentlicht, um das Interesse am kommenden Album zu steigern. Dieser Teaser war, vor allem durch die Bekanntgabe bei Facebook, innerhalb von fünf Minuten ausverkauft. Jeweils wenige Wochen vor dem Erscheinungsdatum seiner ersten beiden Alben veröffentlichte er eine EP. Mitte 2014 konnte er einen Remix des Liedes Mother Dove zum Album There Were Seven - Remixes der britischen Jazz-HipHop-Band The Herbaliser beitragen. Nach dem Album A Hall Of Mirrors (2015) trat er zunächst nur noch durch einzelne Remix-Tracks in Erscheinung.
Im Frühjahr 2018 meldete Thomason sich mit einem neuen Pseudonym zurück: Rodin. Unter diesem Namen veröffentlichte er im Mai 2018 eine erste Single mit dem Titel Kanptown, die er als ersten Ausblick auf sein anstehendes Album Asha bezeichnete.
Im August 2020 kündigte Thomason dann an, in Zukunft den Namen SunMoth für seine Musikpublikationen zu verwenden, unter dem er bereits zuvor im Bereich der Grafik-Kunst aktiv war.
Im Frühjahr 2022 erschien das Album Unlearn, wieder unter dem ursprünglichen Pseudonym 2econd Class Citizen und auf dem wiedereröffneten Label Equinox Records.

## Diskografie

### 2econd Class Citizen
Alben 
| Titel              | Jahr | Label   |
| ------------------ | ---- | ------- |
| A World Without    | 2009 | Equinox |
| The Small Minority | 2012 | Equinox |
| A Hall Of Mirrors  | 2015 | Content |
| Unlearn            | 2022 | Equinox |

 EPs 
| Titel              | Jahr | Label   |
| ------------------ | ---- | ------- |
| Divided Reality EP | 2005 | Sketch  |
| Wyred Folk EP      | 2007 | Equinox |
| One By One EP      | 2009 | Equinox |

 Singles 
| Titel               | Jahr | Label   |
| ------------------- | ---- | ------- |
| Step Inside Remixes | 2009 | Equinox |

### Rodin
Singles 
| Titel    | Jahr | Label |
| -------- | ---- | ----- |
| Kanptown | 2018 |       |